# 幸道惇也
幸道 惇也（こうどう じゅんや、1986年3月15日 - ）は、日本の男性声優。神奈川県出身。以前は81プロデュース、プロダクション・エースに所属していた。

## 出演作品

### テレビアニメ
2009年
- ゴルゴ13（ギャング）

2012年
- えびてん 公立海老栖川高校天悶部（男子2）

### ゲーム
2007年
- そしてこの宇宙にきらめく君の詩 XXX（衛生兵）

### ドラマCD
- 超 モテ期 〜わたし、どうしたらいい?〜
- ときめきメモリアル Only Love（生徒2）

### テレビドラマ
- 花より男子

### ラジオ
- 純子と涼のアシタヘストライク!（ニュースヘッドライン）

### 舞台
- 藤川流舞踏会「ソーラン節」
- 蒼穹のファフナー FACT AND RECOLLECTION（2010年12月16日）